# Берег Принца Улафа
Бе́рег При́нца У́лафа (англ. Prince Olav Coast; норв. Kronprins Olav Kyst) — часть побережья Земли Королевы Мод в Восточной Антарктиде, между заливами Лютцов-Хольм на западе и Алашеева на востоке.
Протяжённость берега составляет около 250 км. Представляет собой край материкового ледникового покрова с небольшими скальными обнажениями на берегу. Высота ледникового покрова в 50 км от берега достигает 1500 м.
Берег был открыт в 1930 году норвежской экспедицией Яльмара Рисер-Ларсена и назван в честь норвежского принца, впоследствии короля Норвегии Улафа V.
Язык ледника Ширасе (Сирасэ), упирающийся в залив Лютцов-Хольм на восточном побережье Антарктиды, теряет ежегодно в толщину от 7 до 16 метров льда.